# Manifestations de 2020-2021 en Argentine
 (juillet 2021).

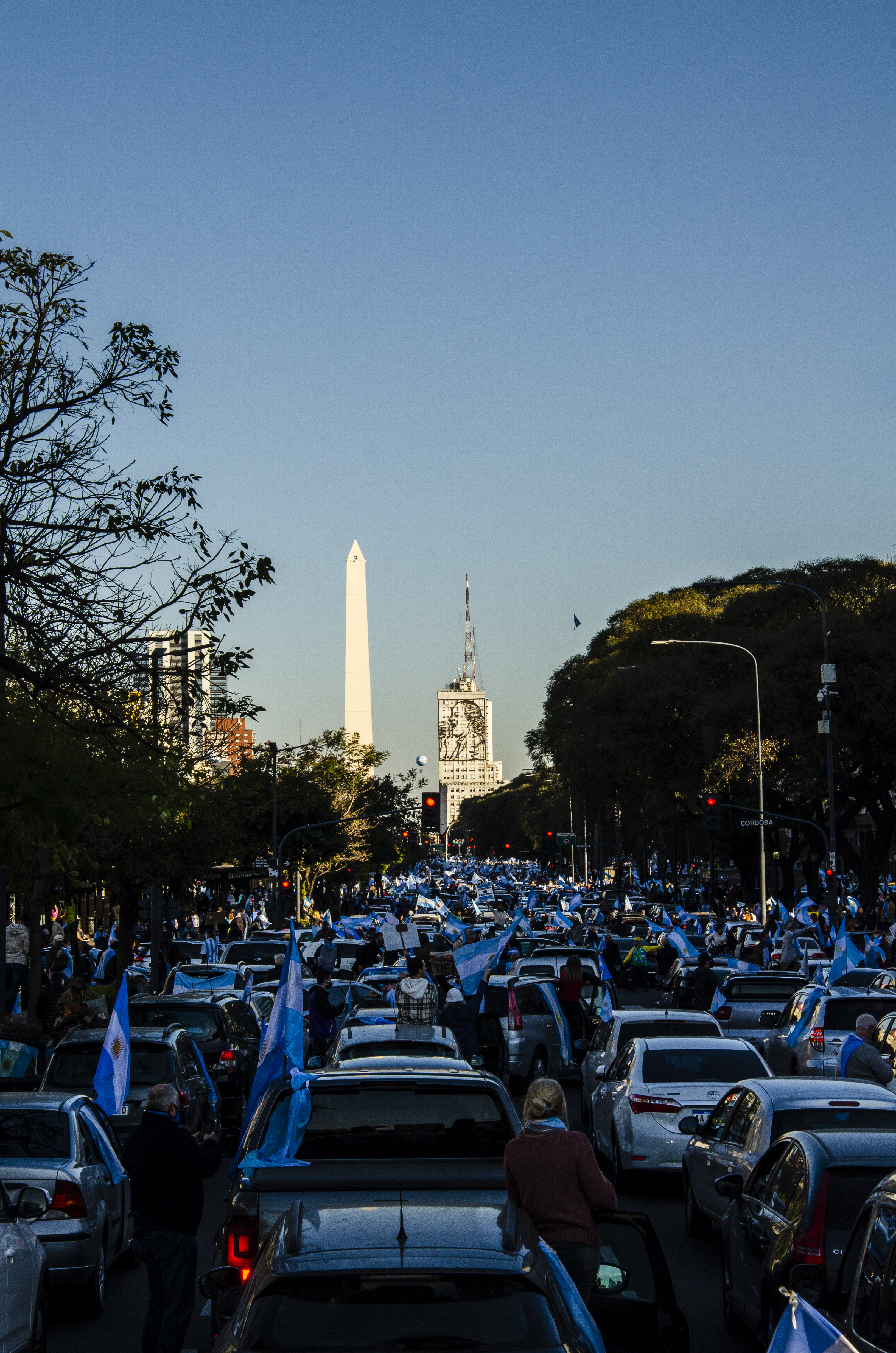
Manifestations dans l'Avenida 9 de julio (Août 2020)

Les manifestations de 2020 et 2021 en Argentine sont une série de manifestations survenues à partir de mai 2020 dans différentes régions du pays. Les motifs sont divers, avec pour dénominateur commun le mécontentement face aux prolongations successives des mesures de confinement adoptées pour empêcher la propagation de la pandémie de Covid-19.

## Évènements
En mai 2020, près de 150 personnes se sont rassemblées sur la Plaza de Mayo, dans le cadre de manifestations d'importance contre le confinement imposée par le gouvernement pour lutter contre la pandémie de coronavirus.
De petits groupes de manifestants se sont réunis sur la célèbre place de la capitale le jour de la fête du 25 mai pour dénoncer la prolongation de la période de confinement en Argentine et demander que les citoyens soient autorisés à reprendre le travail. En chantant et en portant des banderoles, les manifestants ont condamné la moitié de l'activité économique, conséquence de la quarantaine en vigueur depuis le 20 mars.
Les manifestants étaient unis dans leur appel à la levée des restrictions sur le lieu de travail et les déplacements, en chantant « Nous voulons travailler. » D'autres portaient des banderoles alléguant que la pandémie faisait partie d'un complot visant à instaurer le « nouvel ordre mondial ».
En mai 2021, Les citoyens de la ville de Buenos Aires ont manifesté en tapant des mains, en klaxonnant et en tapant sur des casseroles, quelques minutes après que le président Alberto Fernández a annoncé de nouvelles restrictions de circulation. Des groupes de manifestants sont arrivés à la résidence présidentielle, la Quinta de Olivos, pour y mener une importante manifestation, contre une série de restrictions comportant dans la province de Buenos Aires, notamment la limitation des activités nocturnes entre 20 heures et 6 heures du matin et la suspension des activités sociales, culturelles, sportives et religieuses dans les lieux fermés, ainsi que la fermeture des classes.